# Matilda J. Clerk
Matilda Johanna Clerk (Larthe, Costa de Oro británica, 2 de marzo de 1916 – Acra, Ghana, 27 de diciembre de 1984) fue una médica y  divulgadora científica de África Occidental. La primera mujer de África Occidental en conseguir un título de posgrado, Clerk fue también la primera en conseguir una beca al mérito académico para estudiar en una universidad extranjera, y la segunda médica ghanesa y cuarta de África Occidental tras Savage (1929), Awoliyi (1938) y Ofori-Atta (1947). Estas médicas pioneras defendieron los cuidados durante la maternidad y la edad pediátrica y la salud pública en la región. Durante un prolongado tiempo tras la independencia de 1957, Clerck y Ofori-Atta fueron las únicas médicas de Ghana.
Por romper el techo de cristal en medicina y otras barreras institucionales en el ámbito de la salud, fueron una inspiración para una generación de médicas del período poscolonial en un momento en el que la mayor parte de los médicos eran hombres y el acceso de las mujeres a la educación superior estaba especialmente limitado. Pundits describió a Matilda J. Clerk como «el faro de emancipación de la mujer ghanesa».

## Primeros años y familia
Matilda Johanna Clerk nació el 2 de marzo de 1916 en Larteh, en las montañas Akuapem, donde su padre, Nicholas Timothy Clerk (1862–1961), trabajaba como misionario. Su padre fue el primer clérigo del sínodo de la Iglesia Presbiteriana de la Costa de Oro de 1918 a 1932 y fundador de la Presbyterian Boys’ Secondary School en 1938. Su madre, Anna Alice Meyer (1873–1934), tenía ascendencia ga-dangbé y danesa. Meyer era la prima de Emmanuel Charles Quist (1880–1959), un abogado y juez que llegó a ser el primer presidente africano del Consejo Legislativo de 1949 a 1951, así como portavoz de la Asamblea Nacional de la Costa de Oro de 1951 a 1957 y portavoz de la Asamblea Nacional de Ghana de marzo de 1957 a noviembre de 1957.
Su abuelo paterno, Alexander Worthy Clerk (1820–1906), un misionero jamaicano de la Hermandad de Moravia, llegó al Protectorado danés de Christiansborg en Acra en 1843, como parte de un grupo de 24 misioneros de América que trabajaba al servicio de la Sociedad Misionera Evangélica de Basilea, Suiza. Alexander W. Clerk fue pionero en el establecimiento de la Iglesia Presbiteriana de Ghana y líder en la educación de la Ghana colonial, fundando el Salem School en Osu en 1843.  Su abuela paterna, Pauline Hesse (1831–1909) procedente de la Costa de Oro, tenía antecesores daneses, alemanes y ga-dangbés. Su tía abuela fue Regina Hesse (1832─1898), educadora pionera y directora de colegio que trabajó con los misioneros de la Costa de Oro.
Clerk pertenecía la histórica familia Clerk de Acra, Ghana, y tuvo ocho hermanos. Sus hermanos mayores fueron Carl Henry Clerk (1895–1982) and Theodore S. Clerk (1909–1965). Carl Clerk fue un divulgador sobre agricultura, periodista, editor del periódico Christian Messenger de 1960 a 1963 y párroco, así como cuarto clérigo del sínodo de la Iglesia Presbiteriana de 1950 a 1954. Theodore Clerk fue el primer arquitecto ghanés, quien diseñó y desarrolló la ciudad portuaria de Tema, y su hermana mayor Jane E. Clerk (1904–1999) fue una profesora pionera en la educación de la Ghana colonial.

## Educación
Clerk estudió educación primaria y secundaria en colegios presbiterianos en Adawso y Aburi respectivamente. En la escuela para niñas de Aburi donde estudió hasta 1931, los misioneros profesores europeos la elogiaban como «Dux de la escuela» («Dux of the School»). En 1932, se matriculó en la Achimota School y dos años más tarde recibió una beca Cadbury. En Achimota, Clerk obtuvo el Second Division Teachers’ Preliminary Certificate (1935) y el Cambridge Senior School Certificate que incluía la London Matriculation (1937).
Matilda Clerk fue elegida prefecta de la  Girls’ School en Achimota. También estudió piano y arpa y fue excelente en deportes. Entre sus intereses se encontraban el bordado, la pintura y la jardinería.
En 1942, Clerk se convirtió en la primera ghanesa en completar el curso preliminar intermedio en ciencias médicas básicas, que incluía cursos avanzados en física, química, botánica y zoología, en Achimota. El gobierno colonial británico sólo permitía entrar en el programa a estudiantes varones, por lo que su padre tuvo que remitir una solicitud formal de exención especial al gobernador de la Costa de Oro, Arnold Wienholt Hodson. Fue la única persona candidata, varón o mujer, en aprobar los primeros exámenes preliminares de medicina conocidos como los 1st M.B., Londres, en 1942.
Gracias a su extraordinario rendimiento académico, Clerk obtuvo una beca del gobierno colonial para estudiar medicina (MBChB) en la Universidad de Edimburgo de 1944 a 1949. Fue la primera mujer ghanesa de cualquier área del conocimiento en conseguir una beca de educación superior en una institución extranjera. En Edimburoh fue miembro activo del Student Christian Movement y el International Club. La segunda ghanesa y quinta mujer de África Occidental en recibir un título universitario, M. J. Clerk fue también la primera mujer de Ghana y África Occidental en adquirir formación de posgrado: un diploma en medicina tropical e higiene (DTM&H) en 1950 en la London School of Hygiene and Tropical Medicine, dependiente de la Universidad de Londres. Volvió a Ghana en enero de 1951.

## Carrera

### Profesora de ciencias
Entre su formación de educación secundaria y el curso preliminar de medicina en Achimota, Clerk trabajó como profesora de ciencias en la Wesley Girls' High School de 1938 a 1940. Posteriormente, enseñó biología durante dos años en su alma mater, Achimota School, de 1942 a 1944.

### Médica
Rechazando una práctica más lucrativa en el sector privado, Clerk ejerció durante toda su carrera en el público en atención primaria y salud pública. Fue médica y superintendente en el Servicio civil de la Costa de Oro. Entre los hospitales en los que trabajó se encuentran el Korle-Bu Teaching Hospital (Unidad de Maternidad, 1951–53), el Kumasi Central Hospital (1954–57), el Effia-Nkwanta Hospital, Sekondi (1957–62) y el Tema General Hospital (1962–68). Fue ascendida a médica jefa en 1969 y ejerció durante un tiempo en el Princess Marie Louise Hospital for Women, actualmente el Accra Children's Hospital, con Susan Ofori-Atta. Clerk también trabajó en la  Health Education Division de la  School of Hygiene en Acra de 1969 a 1971. Fue médica senior en las unidades de Communicable Diseases, Maternal and Child Health del Regional Medical Officer of Health's Office bajo las órdenes del ministro de Sanidad en Acra de 1971 a 1973. Habitualmente ejercía como Regional Medical Officer.

## Fallecimiento
Matilda Clerk murió el 27 de diciembre de 1984 en su casa de Osu, Acra, a la edad de 68 años. Su funeral se llevó a cabo en la iglesia presbiteriana Ebenezer de Osu y fue enterrada en el cementerio de la iglesia, el Basel Mission Cemetery. El médico e investigador ghanés Emmanuel Evans-Anfom pronunció el elogio fúnebre.